# Elecciones municipales de 2019 en Pamplona
Las elecciones municipales de 2019 se celebraron en Pamplona el domingo 26 de mayo, de acuerdo con el Real Decreto de convocatoria de elecciones locales en España dispuesto el 1 de abril de 2019 y publicado en el Boletín Oficial del Estado el 2 de abril. Se eligieron los 27 concejales del pleno del Ayuntamiento de Pamplona, a través de un sistema proporcional (método d'Hondt), con listas cerradas y un umbral electoral del 5 %.

## Resultados
Los resultados completos correspondientes al escrutinio definitivo se detallan a continuación:
| Candidatura                                 | Candidatura                                 | Votos   | %                               | Escaños                         |
| ------------------------------------------- | ------------------------------------------- | ------- | ------------------------------- | ------------------------------- |
|                                             | Navarra Suma                                | 43 643  | 40,58                           | 13                              |
|                                             | EH Bildu                                    | 26 691  | 24,81                           | 7                               |
|                                             | PSN-PSOE                                    | 17 417  | 16,19                           | 5                               |
|                                             | Geroa Bai                                   | 8406    | 7,82                            | 2                               |
| Podemos                                     | Podemos                                     | 4113    | 3,82                            | 0                               |
| Izquierda-Ezkerra                           | Izquierda-Ezkerra                           | 3657    | 3,4                             | 0                               |
| Vox                                         | Vox                                         | 1176    | 1,09                            | 0                               |
| Aranzadi-Equo                               | Aranzadi-Equo                               | 867     | 0,81                            | 0                               |
| Coalición de Centro Democrático             | Coalición de Centro Democrático             | 275     | 0,26                            | 0                               |
| Ganemos Pamplona                            | Ganemos Pamplona                            | 258     | 0,24                            | 0                               |
| Por Un Mundo Más Justo                      | Por Un Mundo Más Justo                      | 226     | 0,21                            | 0                               |
| Solidaridad y Autogestión Internacionalista | Solidaridad y Autogestión Internacionalista | 216     | 0,2                             | 0                               |
| Votos en blanco                             | Votos en blanco                             | 616     | 0,57                            | n/a                             |
| Votos válidos                               | Votos válidos                               | 107 561 | 99,59                           | 27                              |
| Votos nulos                                 | Votos nulos                                 | 441     | Participación: \| \| 71,09 % \| | Participación: \| \| 71,09 % \| |
| Votantes                                    | Votantes                                    | 108 002 | Participación: \| \| 71,09 % \| | Participación: \| \| 71,09 % \| |
| Electores                                   | Electores                                   | 151 916 | Participación: \| \| 71,09 % \| | Participación: \| \| 71,09 % \| |
|                                             | 71,09 %                                     |         |                                 |                                 |

## Acontecimientos posteriores
Investidura del alcalde
Celebrada el 15 de junio de 2019 Enrique Maya resultó elegido alcalde de Pamplona con una mayoría relativa de los votos de los concejales (13 votos); Joseba Asirón recibió los 9 votos de su partido y de Geroa Bai, y Maite Esporrín los 5 de su formación política.
| Candidatos a la alcaldía | Votos |
| ------------------------ | ----- |
| Enrique Maya             | 13/27 |
| Joseba Asirón            | 9/27  |
| Maite Esporrín           | 5/27  |